# UNITER 2019
Ediția a XXVII-a a Premiilor UNITER a avut loc în mai 2019, la Cluj-Napoca. Juriul de nominalizări a fost alcătuit din criticii de teatru Monica Andronescu, Oana Borș și Mircea Morariu.

## Nominalizări

### Cel mai bun spectacol
- Pădurea spânzuraților, după Liviu Rebreanu, scenariul, regia și universul sonor Radu Afrim la Teatrul Național „I.L. Caragiale” din București
- Pescărușul de A.P. Cehov, regia Andrei Șerban la UNTEATRU, București
- Povestea prințesei deocheate, scenariul de Silviu Purcărete inspirat din „Sakura Hime Azuma Bunshô” de Tsuruya Nanboku al IV-lea, regia Silviu Purcărete la Teatrul Național „Radu Stanca” Sibiu

### Cea mai bună regie
- Alexandru Darie, pentru regia spectacolului Coriolanus de William Shakespeare la Teatrul Bulandra, București
- Victor Ioan Frunză, pentru regia spectacolului Zbor deasupra unui cuib de cuci de Dale Wasserman la Teatrul Metropolis, București
- Tompa Gábor, pentru regia spectacolului Neguțătorul din Veneția de William Shakespeare la Teatrul Maghiar de Stat Cluj

### Cel mai bun actor în rol principal
- Andrei Huțuleac, pentru rolul Randle P. McMurphy din spectacolul Zbor deasupra unui cuib de cuci de Dale Wasserman, direcția de scenă Victor Ioan Frunză la Teatrul Metropolis, București
- Emilian Oprea, pentru rolul Trigorin din spectacolul Pescărușul de A.P. Cehov, regia Andrei Șerban la UNTEATRU, București
- Alexandru Potocean, pentru rolul Apostol Bologa din spectacolul Pădurea spânzuraților, după Liviu Rebreanu, scenariul, regia și universul sonor Radu Afrim la Teatrul Național „I.L. Caragiale” din București

### Cea mai bună actriță în rol principal
- Claudia Ieremia, pentru rolul Arkadina din spectacolul Pescărușul de A.P. Cehov, regia Andrei Șerban la UNTEATRU, București
- Ofelia Popii, pentru rolurile Seigen și Shinnobu Sota din spectacolul Povestea prințesei deocheate, scenariul Silviu Purcărete inspirat din „Sakura Hime Azuma Bunshô” de Tsuruya Nanboku al IV-lea, regia Silviu Purcărete la Teatrul Național „Radu Stanca” Sibiu
- Ana Ularu, pentru rolul Marianne din spectacolul Constelații de Nick Payne, regia Radu Iacoban la Teatrul ACT, București

### Cel mai bun actor în rol secundar
- Richard Balint, pentru rolul Mr. Lockhart din spectacolul Navigatorul de Conor McPherson, regia Cristian Juncu la Teatrul Național Târgu Mureș – Compania „Liviu Rebreanu”
- Alexandru Jitea, pentru rolul Mitch din spectacolul Un tramvai numit dorință de Tennessee Williams, regia Claudiu Goga la Teatrul Metropolis, București
- Ionuț Vișan, pentru rolul Medvedenko din spectacolul Pescărușul de A.P. Cehov, regia Andrei Șerban la UNTEATRU, București

### Cea mai bună actriță în rol secundar
- Natalia Călin, pentru rolul Doamna Bologa din spectacolul Pădurea spânzuraților, după Liviu Rebreanu, scenariul, regia și universul sonor Radu Afrim la Teatrul Național „I.L. Caragiale” din București
- Sabrina Iașchievici, pentru rolul Mașa din spectacolul Pescărușul de A.P. Cehov, regia Andrei Șerban la UNTEATRU, București
- Mirela Oprișor, pentru rolul Stella din spectacolul Un tramvai numit dorință de Tennessee Williams, regia Claudiu Goga la Teatrul Metropolis, București

### Cea mai bună scenografie
- Dragoș Buhagiar, pentru scenografia spectacolului Povestea prințesei deocheate, scenariul de Silviu Purcărete inspirat din „Sakura Hime Azuma Bunshô” de Tsuruya Nanboku al IV-lea, regia Silviu Purcărete la Teatrul Național „Radu Stanca” Sibiu
- Adriana Grand, pentru scenografia spectacolului Zbor deasupra unui cuib de cuci de Dale Wasserman, direcția de scenă Victor Ioan Frunză la Teatrul Metropolis, București
- Cosmin Florea, pentru scenografia spectacolului Pădurea spânzuraților, după Liviu Rebreanu, scenariul, regia și universul sonor Radu Afrim la Teatrul Național „I.L. Caragiale” din București

### Cel mai bun spectacol de teatru radiofonic
- Lupoaica de Giovanni Verga, adaptarea radiofonică Domnica Țundrea, regia artistică Vasile Manta, producție a Societății Române de Radiodifuziune
- Pădurea spânzuraților de Liviu Rebreanu, dramatizarea radiofonică și regia artistică Gavriil Pinte, producție a Societății Române de Radiodifuziune
- UNDEva în ’28 de Ilinca Stihi (ep. 1-11), regia artistică Ilinca Stihi, producție a Societății Române de Radiodifuziune

### Cel mai bun spectacol de teatru TV
- Apostolul Bologa, adaptarea după "Pădurea spânzuraților" de Liviu Rebreanu, regia Dominic Dembinski, producție a Societății Române de Televiziune (Casa de Producție a TVR)
- Circul Matteo, scenariul și regia artistică Alexandru Lustig, producție a Societății Române de Televiziune (Casa de Producție a TVR)
- Dezertorul, după Mihail Sorbul, adaptarea pentru televiziune și regia Silviu Jicman, producție a Societății Române de Televiziune (Casa de Producție a TVR)

### Debut
- Florin Aioane, pentru rolul Euphemos din spectacolul Medea`s Boys, dramaturgia Ionuț Sociu și fragmente din „Medeea” de Euripide, regia Andrei Măjeri la Apollo111, București
- Blanca Doba, pentru rolul Teo din spectacolul Fata Morgana de Dumitru Solomon, direcția de scenă Victor Ioan Frunză la Teatrul Dramaturgilor Români, București
- Andreea Tecla și Mădălina Niculae, pentru scenografia spectacolului R.U.R de Karel Čapek, regia Vlad Cristache la Teatrul Național „Radu Stanca” Sibiu, secția germană

### Premiul pentru critică teatrală
- Oltița Cîntec
- Călin Ciobotari
- Cristina Modreanu

### Premiul de Excelență
- UNTEATRU

### Premiul pentru întreaga activitate
- actriță: Maia Morgenstern
- actor: Florin Piersic
- regizor: Cristian Pepino
- scenograf: Nina Brumușilă
- critică și istorie teatrală: Doina Papp

### Premii speciale
- Regizorului Decebal Marin pentru teatrul de păpuși și marionete
- Muzicianului Marius Mihalache pentru proiectul „Săftița”
- Actriței și coregrafei Andrea Gavriliu pentru mișcare scenică
- Criticului și istoricului de teatru Florica Ichim pentru activitatea editorială și publicistică a Fundației Culturale „Camil Petrescu”
- Facultății de Teatru și Film din cadrul Universității „Babeș-Bolyai” din Cluj-Napoca